# 乔瓦尼·贝利尼
喬瓦尼·貝利尼（Giovanni Bellini，義大利語發音：[dʒoˈvanni belˈliːni]；約1430年—1516年11月29日）是一位義大利文藝復興時期威尼斯畫派的畫家。
他在雅科波·貝利尼家中被撫養長大，雅科波·貝利尼因此被認為是他的父親；但是，他們之間的親屬關係後來在有關研究中被懷疑。 真蒂萊·貝利尼是他的兄長。安德烈亞·曼特尼亞是他姐妹的丈夫。
他也是貝利尼雞尾酒的命名來源。

## 作品

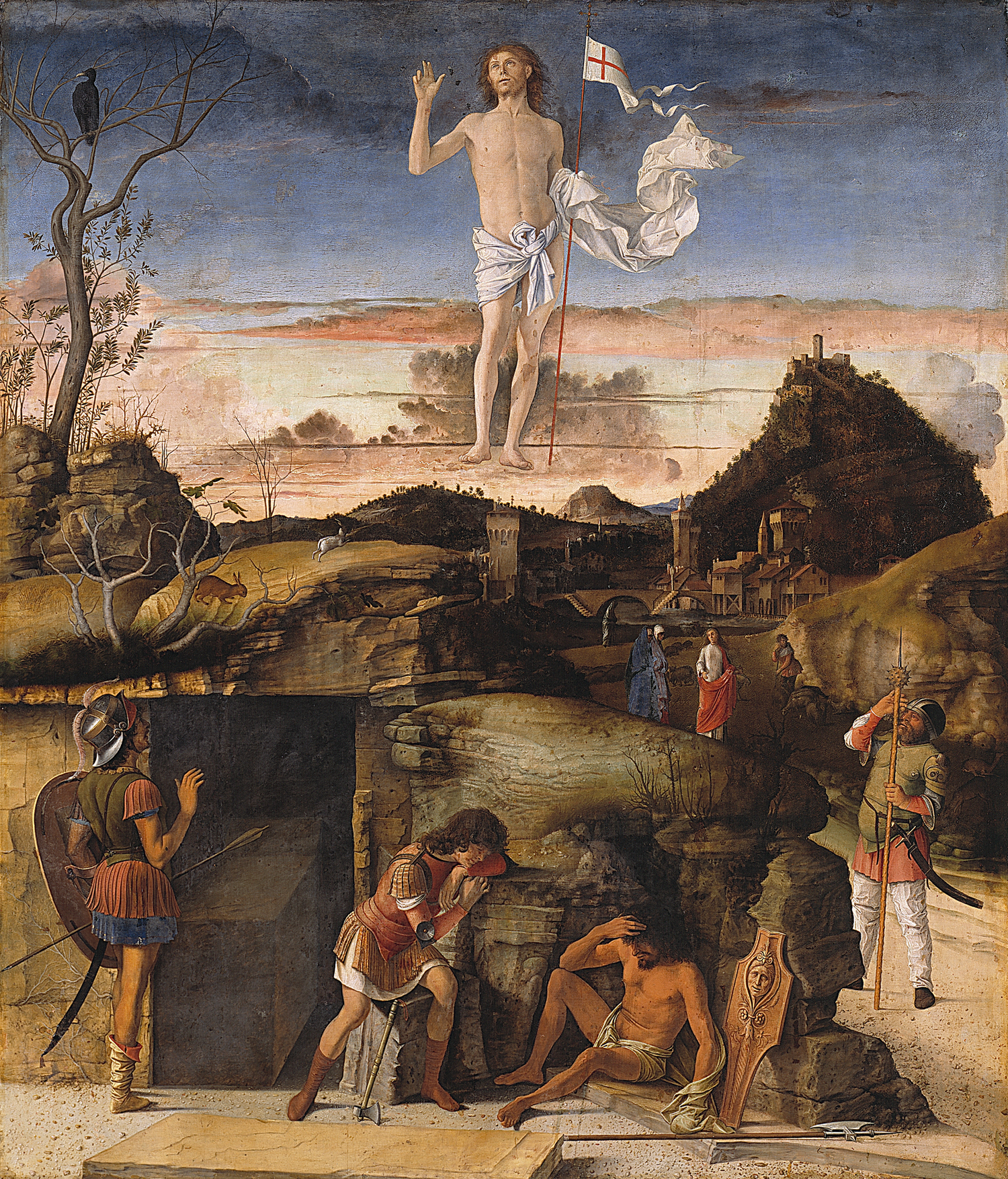
《基督复活》，绘制于 1475–1479 年，现藏于柏林画廊
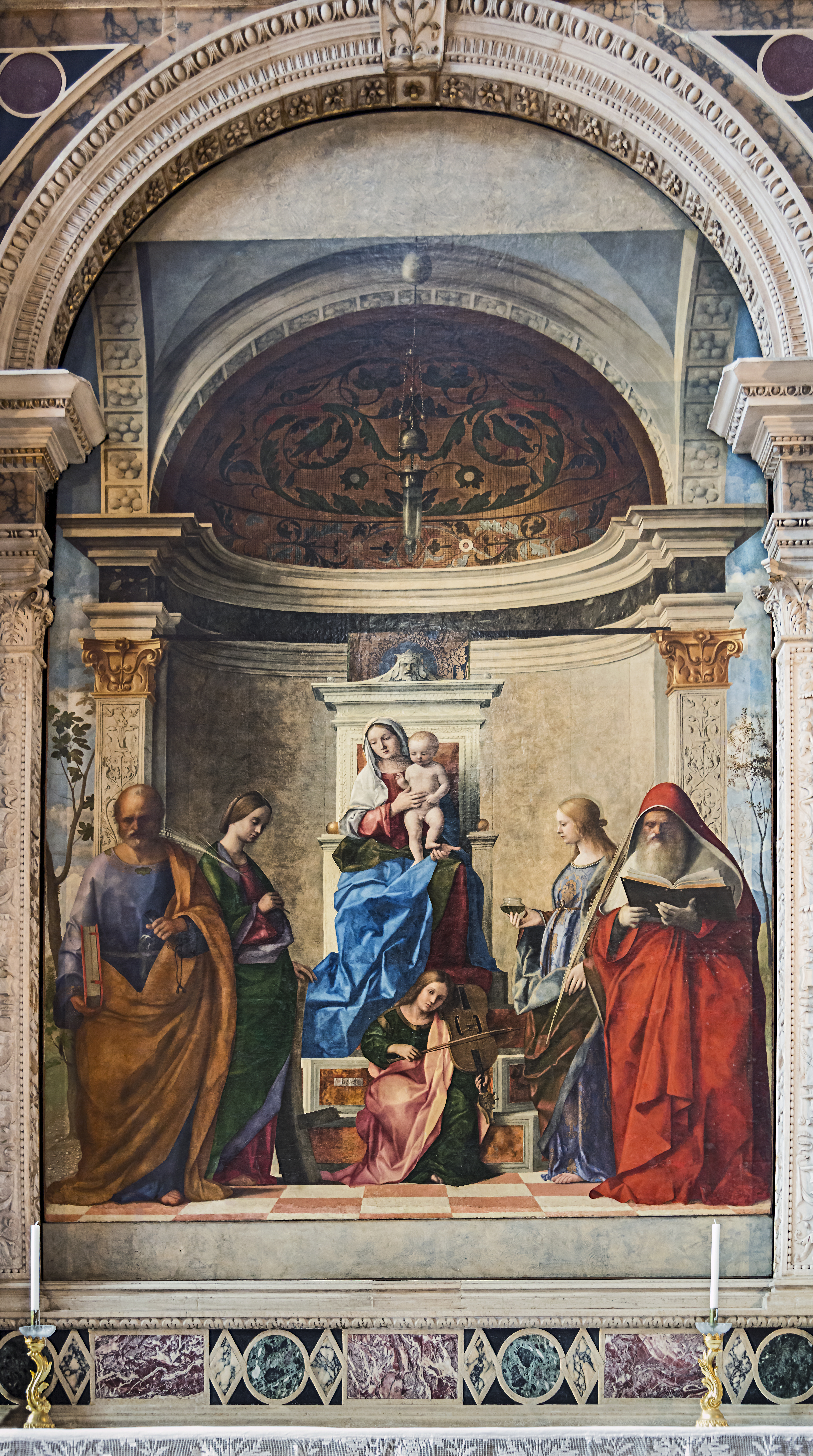
《圣匝加利亚祭坛画》，绘制于1505年，位于威尼斯圣匝加利亚堂

## 參看
- 喬久內

## 扩展阅读
- Oskar Batschmann, Giovanni Bellini (London, Reaktion Books, 2008).